# 조 아겔리키
조 아겔리키(Zoe Aggeliki, 그리스어: Ζωή Αγγελική Μαντζανάκη, 1994년 1월 4일 ~ )는 스웨덴, 프랑스 및 그리스 국적을 가진 모델이자 배우이다.
스웨덴 칼스크로나에서 스웨덴계 프랑스인 어머니와 그리스인 아버지 사이에서 태어났다. 스웨덴에서 자랐으며 프랑스에서 살기도 했다.